# 5033 Містраль
5033 Містраль (5033 Mistral) — астероїд головного поясу, відкритий 15 серпня 1990 року.
Тіссеранів параметр щодо Юпітера — 3,275.